# Norbert Mueller
Pour les articles homonymes, voir Mueller.
Norbert Edward « Stuffy » Mueller (né le 14 février 1906 à Waterloo (Ontario), mort le 6 juillet 1956 à Toronto) est un joueur canadien de hockey sur glace.

## Biographie
Ses grands-parents paternels viennent du Land de Hesse en Allemagne et ses arrières-grands-parents maternels sont de Munich.
Diplômé de St. Andrews College, une institution de garçons de l'Ontario, il rejoint l'Université de Toronto.
Après sa retraite du hockey en 1935, il travaille comme agent d'assurance, courtier et avocat.

## Carrière
Norbert Mueller commence sa carrière comme gardien de but de hockey avec l'équipe universitaire des Varsity Blues de Toronto, avec qui il remporte en 1927 la Coupe Allan, décernée chaque année à la meilleure équipe amateur senior.
Il passe quelques saisons avec les National Sea Fleas de Toronto du championnat sénior de l'Association de hockey de l'Ontario, remportant une nouvelle coupe Allan en 1932.
En tant que membre des Varsity Blues de Toronto, Norbert Mueller fait partie de l'équipe nationale du Canada qui remporte la médaille de bronze aux Jeux olympiques de 1928 à Saint-Moritz. Lors de sa seule apparition, lors du match contre la Grande-Bretagne, l'équipe réussit un score de 14-0 et Mueller réalise un blanchissage.
De la même façon, en tant que membre des National Sea Fleas de Toronto, il dispute ensuite le Championnat du monde 1933, où le Canada perd en finale contre les États-Unis.
Après sa retraite du hockey en 1935, il reste sportivement actif dans le golf et le curling jusqu'à son décès d'une crise cardiaque en 1956.